# Japonia na Letnich Igrzyskach Olimpijskich 1984
Na Letnich Igrzyskach Olimpijskich 1984 reprezentowało Japonię 225 sportowców (173 mężczyzn i 52 kobiet) w 147 dyscyplinach. 